# Banijay
A Banijay SA (korábban Banijay Entertainment, később Banijay Group) francia multinacionális televíziós produkciós és forgalmazó cég, amely a világ legnagyobb nemzetközi tartalomgyártója és -forgalmazója, több mint 120 produkciós céggel 22 területen, és több műfajú katalógusa több mint 120 000 órányi műsort tartalmaz. A párizsi székhelyű céget 2008 januárjában alapította Stéphane Courbit, az Endemol France korábbi elnöke, és megalakulása óta 3 milliárd eurós forgalmú vállalkozássá nőtte ki magát. Jelenleg az FL Entertainment NV leányvállalata, amelynek székhelye Amszterdamban van.
2016-ban felvásárolta a Zodiak Mediát, 2020-ban az Endemol Shine Groupot, 2022-ben pedig a Beyond Internationalt. Legismertebb franchise-ai a Big Brother, a Survivor, a Deal or No Deal, a Temptation Island, a MasterChef, a Don't Forget the Lyrics és a Hunted.